# Mr. Nadie
Mr. Nadie es una película española de drama de 2025, coproducida y dirigida por Miguel Ángel Calvo Buttini, quien coescribió el guion junto a Alicia Rodríguez en base a una idea original de Buttini en solitario. Está protagonizada por Félix Gómez. Se estrenó en el Festival Internacional de Cine de Moscú el 20 de abril de 2025, y tiene previsto su estreno en cines españoles para el 14 de agosto de 2025, con distribución de Barton Films.

## Trama
Aina, una empleada de una ONG internacional en Barcelona, se interesa en un vagabundo, Daniel (Félix Gómez), quien rechaza su ayuda. Su rechazo, sin embargo, solo aumenta un interés, y su insistencia la lleva a descubrir el pasado de Daniel que lo ha llevado hasta allí.

## Reparto
- Félix Gómez como Daniel
- Ainara Elejalde
- Myriam Mézières
- Susana Córdoba
- Mariano Llorente

## Producción
En enero de 2024, se anunció que la película Mr. Nadie comenzaría su rodaje el 29 de enero de 2024 bajo la dirección de Miguel Ángel Calvo Buttini, con Félix Gómez, Ainara Elejalde, Myriam Mézières, Susana Córdoba y Mariano Llorente como protagonistas. El rodaje de la película tuvo lugar durante tres semanas en Madrid, concretamente en el barrio de Lavapiés, y una semana más en Sevilla. En marzo de 2024, se anunció que el rodaje de la película ya había concluido.

## Lanzamiento y marketing
El 13 de marzo de 2025, se anunció que Mr. Nadie tendría su estreno mundial el 18 de marzo de 2025 en el Festival de Málaga, en la sección de MAFIZ Specials. El 23 de junio de 2025, Barton Films anunció que estrenaría la película en cines españoles el 14 de agosto de 2025.